# Museo del Führer

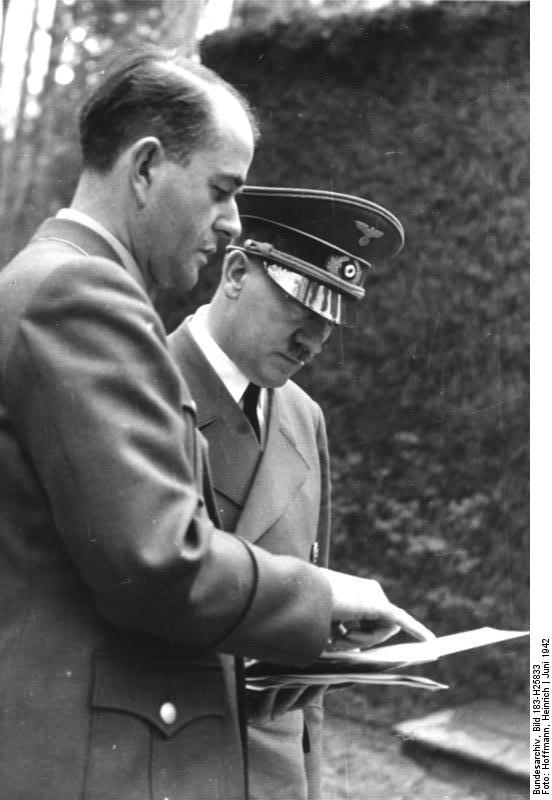
Adolf Hitler y Albert Speer en junio de 1942. Speer fue uno de los arquitectos favoritos de Hitler y participó en el diseño del Museo del Führer.

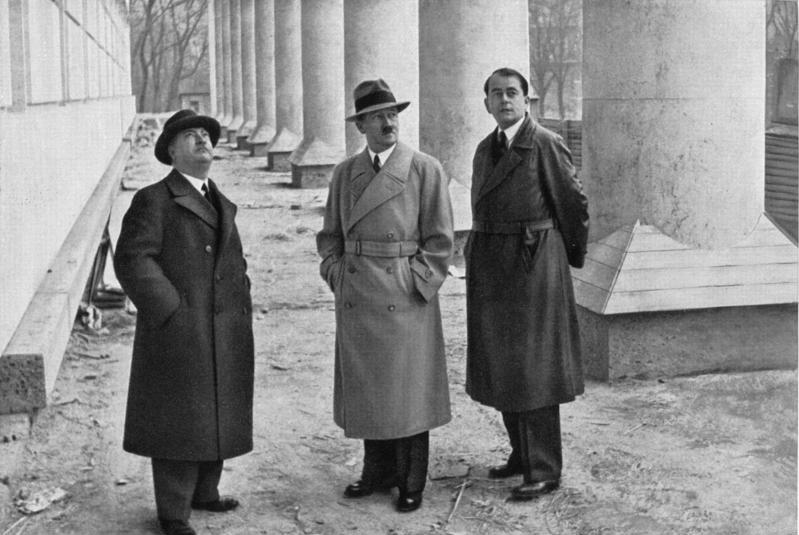
Ernst Gall, Adolf Hitler y Albert Speer en la Haus der Deutschen Kunst de Múnich en 1936. La columnata de este edificio era similar a la diseñada para el Museo del Führer.

El Museo del Führer (en alemán: Führermuseum) fue un proyecto, nunca realizado, de museo que Adolf Hitler planeó construir en la ciudad austriaca de Linz. En él se pretendía reunir una gran colección de obras de arte incautadas  por los nazis durante la Segunda Guerra Mundial. El edificio del museo formaba parte de un conjunto muy ambicioso diseñado por Albert Speer y otros arquitectos que incluía un gran teatro, una sala de ópera y el Hotel Adolf Hitler, todo rodeado por bulevares y una gran explanada para actos multitudinarios. El museo se proyectó con una gran fachada columnada de 150 metros, de diseño parecido a la de la Haus der Deutsche Kunst erigida en Múnich por el arquitecto Paul Ludwig Troost. El emplazamiento del Museo del Führer coincidía con el de la estación de ferrocarril de Linz, que se pensaba trasladar unos cuatro kilómetros hacia el sur.

## Colección del Museo
El 21 de junio de 1939, Hitler creó en Dresde la Sonderauftrag Linz (Comisión Especial de Linz), compuesta por historiadores de arte expertos en pintura y vinculados a la Galería de Dresde para formar la colección del Museo del Führer y nombró a Hans Posse (director de la Galería de Dresde) enviado especial. Entre los miembros de la Comisión figuraban historiadores como Robert Oertel y Gottfried Reimer. Posse murió en diciembre de 1942 de cáncer y sus responsabilidades fueron asumidas en marzo de 1943 por Hermann Voss, historiador del arte y director del Museo de Wiesbaden. Los métodos para adquirir obras iban desde la confiscación hasta la compra: para ello, se usaron fondos de los beneficios del libro Mein Kampf o de la venta de retratos de Hitler. Las compras se almacenaron en su mayor parte en el Führerbau de Múnich, mientras que las obras de arte confiscadas se guardaron en Austria. Desde febrero de 1944 y ante el peligro de destrucción que suponía el incremento de los bombardeos aliados, todo este patrimonio artístico se trasladó a varios refugios seguros, entre otros a las minas de sal de Altaussee, habilitadas como almacenes subterráneos. Los libros de registro de toda la colección se conservaban en Dresde y después fueron trasladados a Schloss Weesenstein, donde fueron confiscados al final de la guerra por los soviéticos.
En 2008, el Museo Histórico Alemán de Berlín publicó una completa relación de las pinturas que el Tercer Reich destinó al Museo del Führer y a otros museos alemanes. 
La fuente más importante para reconstruir tales colecciones son los álbumes de fotos que la Sonderauftrag Linz creó entre otoño de 1940 y otoño de 1945. Cada Navidad y cada cumpleaños de Hitler (20 de abril) se presentaba a Hitler estos álbumes, que alcanzaron el número de treinta y uno, aunque actualmente sólo se conservan diecinueve.